# Phú Đông, Nhơn Trạch
Phú Đông là một xã thuộc huyện Nhơn Trạch, tỉnh Đồng Nai, Việt Nam.
Phú Đông liền kề với các xã: Đại Phước, Phú Hữu, Phước Khánh, Vĩnh Thanh, Phú Thạnh.
Xã Phú Đông có diện tích 22,64 km², dân số năm 1999 là 7.525 người, mật độ dân số đạt 332 người/km².

## Hành chính
Xã Phú Đông được chia thành 5 ấp: Bến Đình, Bến Ngự, Giồng Ông Đông, Phú Tân, Thị Cầu.